# De peulschil
De peulschil is een Nederlandstalig liedje van het Belgische collectief Lamp, Lazerus & Kris uit 1971.
Het liedje werd geschreven toen er wekelijks een programma De peulschil liep op de BRT-RADIO, Omroep Brabant, waarvan Lamp, Lazerus & Kris de scenarioschrijvers & stemacteurs waren. Daarnaast diende het nummer tevens als begintune voor het jeugdprogramma De peulschil van Chris Van den Durpel op de BRT uit de jaren tachtig.
Het nummer verscheen op het album Lamp, Lazerus & Kris uit hetzelfde jaar.
De B-kant van deze single was het populaire liedje De onverbiddelijke zoener. De single kwam op 20 november 1971 binnen in de BRT Top 30.

## Meewerkende artiesten
- Producer:
  - Roland Verlooven
- Muzikanten:
  - Charlie Vandezande (drumstel, wasbord)
  - Guido Van Hellemont (gitaar, zang)
  - Harry Frékin (bandoneon)
  - Jacques Albin (contrabas, elektronisch orgel, percussie)
  - Jean-Luc Manderlier (elektronisch orgel, klavecimbel)
  - Kris De Bruyne (gitaar, zang)
  - Wim Bulens (gitaar, zang)